# Portland Pilots

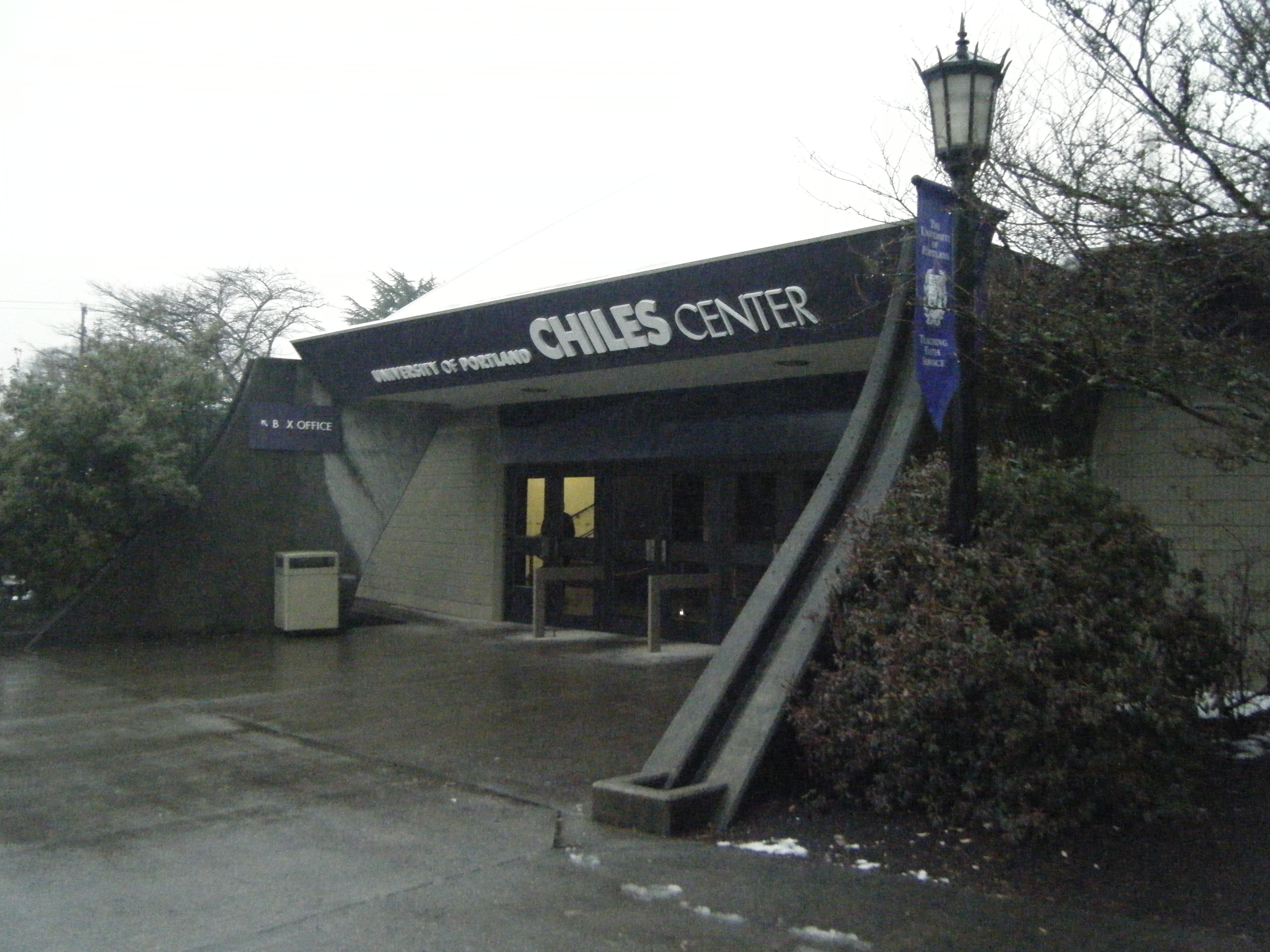
Chiles Center

Portland Pilots (español: Pilotos de Portland), es el equipo deportivo de la Universidad de Portland, situada en Portland, Oregón. Los equipos de los Pilots participan en las competiciones universitarias organizadas por la NCAA, y forma parte de la West Coast Conference.

## Programa deportivo
Los Pilots participan en las siguientes modalidades deportivas:
| - Masculino - Béisbol - Baloncesto - Cross - Atletismo - Fútbol - Golf - Tenis | - Femenino - Baloncesto - Cross - Golf - Fútbol - Tenis - Atletismo - Voleibol |

### Fútbol femenino
El mayor éxito de la Universidad de Portland se lo dio su equipo de fútbol femenino, el cual, en 2005, consiguió hacerse con el título nacional de la NCAA tras derrotar a UCLA por 4-0, siendo además la segunda universidad en conseguir el título sin haber perdido ni un solo partido en toda la temporada. En 2002 ya se habían proclamado también campeonas nacionales, derrotando en esa ocasión a Santa Clara en la prórroga.